# Relaciones España-Surinam
Las relaciones España-Surinam son los vínculos bilaterales entre estos dos países. La embajada de Surinam en Bruselas está acreditada para España. La embajada española en Puerto España, Trinidad y Tobago, está acreditada para Surinam y además España tiene un consulado honorario en Paramaribo.

## Época colonial
Cristóbal Colón avistó las islas en 1498, pero solo hasta 1593 exploradores españoles regresaron al área, llamada ya Suriname, debido a que era habitado por los surinen, un grupo taíno.
Durante la primera mitad del siglo XVII hubo intentos fracasados de españoles, británicos, franceses y neerlandeses de instalarse en el lugar, en gran parte debido a la resistencia de los nativos, rompiéndose dicha resistencia en 1651, cuando el británico Francis Willoughby estableció una avanzada en lo que es actualmente Paramaribo.

## Relaciones diplomáticas
España mantiene relaciones diplomáticas con Surinam desde 1976. La Embajada residente en Puerto España (Trinidad y Tobago) está acreditada ante las Autoridades surinamesas. El Embajador José María Fernández López de Turiso presentó sus copias de estilo ante el MAE en abril de 2014, y presentó las Cartas Credenciales ante el presidente en noviembre de 2014.